# Krähe (Ammergauer Alpen)
Die Krähe ist ein 2010 m ü. NHN hoher Berg in den Ammergauer Alpen in Bayern.
Der Gipfel ist als einfache, aber steile Bergwanderung von Ammerwald (ca. 1079 m) oder von der Kenzenhütte aus  zu erreichen. Außerdem kann sie vom Tegelberg über den Niederstraußbergsattel und den Maximiliansweg erreicht werden.
Die Krähe liegt im Naturschutzgebiet Ammergebirge (NSG-00274.01).

## Krähenhöhle
Nahe dem Gabelschrofensattel befindet sich der Eingang zur Krähenhöhle mit drei Kammern (mit Taschenlampen begehbar).